# Karencja (prawo)
Karencja – okres obowiązywania umowy ubezpieczenia, w czasie którego ochrona ubezpieczeniowa jest ograniczona lub jeszcze nie obowiązuje. Okres karencji trwa zazwyczaj od kilku do kilkunastu miesięcy i stanowi zabezpieczenie ubezpieczyciela przed przypadkami ubezpieczenia po wystąpieniu szkody lub wysokiego prawdopodobieństwa wystąpienia szkody w najbliższym czasie.